# A Modern Highwayman
A Modern Highwayman è un cortometraggio muto del 1912 diretto da Otis Turner.

## Produzione
Il film fu prodotto dall'Independent Moving Pictures Co. of America (IMP).

## Distribuzione
Il film uscì nelle sale il 19 febbraio 1912, distribuito dalla Motion Picture Distributors and Sales Company.